# Château de Marsac
Ne doit pas être confondu avec Château de Marsac (Tarn-et-Garonne) ou Château de Marsac (Corrèze).
Le château de Marsac est situé sur la commune de Marsac, dans le département de la Creuse, région Nouvelle-Aquitaine, en France. 

## Architecture
Le logis est un plan « en L » d'environ 20m x 25m, entouré de dépendances, d'une piscine et d'un colombier.

### Pages externes
- Carte complète des châteaux en Creuse (sur https://umap.openstreetmap.fr)